# Coelioxys sannicolarensis
Coelioxys sannicolarensis là một loài Hymenoptera trong họ Megachilidae. Loài này được Genaro mô tả khoa học năm 2001.